# Biharamulo
Biharamulo  este un oraș situat în partea de nord-vest a Tanzaniei, în regiunea Kagera.